# كارل أنتوني تاونز
كارل أنتوني تاونز (بالإنجليزية: Karl-Anthony Towns) مواليد 15 نوفمبر 1995 في بيسكاتاواي، هو لاعب كرة سلة محترف أمريكي دومينيكي بدأ مسيرته الاحترافية في سنة 2015 حيث تم اختياره من قبل فريق مينيسيوتا تيمبر وولفز خلال الدرافت، يلعب مع فريق مينيسيوتا تيمبر وولفز في الرابطة الوطنية لكرة السلة كلاعب وسط ويحمل الرقم 32. يبلغ طوله 7 قدم 0 بوصة (2.1 م).

## إحصائيات المسيرة

### الموسم الاعتيادي
| السنة   | الفريق                | لعب | بدأ | دقيقة | ميداني% | ثلاثية | حرة  | ارتداد | صنع | استلاب | تصدي | نقطة |
| ------- | --------------------- | --- | --- | ----- | ------- | ------ | ---- | ------ | --- | ------ | ---- | ---- |
| 2015–16 | مينيسيوتا تيمبر وولفز | 82  | 82  | 32.0  | .543    | .341   | .811 | 10.5   | 2.0 | .7     | 1.7  | 18.3 |
| المسيرة | المسيرة               | 82  | 82  | 32.0  | .543    | .341   | .811 | 10.5   | 2.0 | .7     | 1.7  | 18.3 |

## روابط خارجية
- كارل أنتوني تاونز على موقع الاتحاد الدولي لكرة السلة (الإنجليزية)
- كارل أنتوني تاونز على موقع إن بي أي (الإنجليزية)
- كارل أنتوني تاونز على موقع سبورتس رفرنس (الإنجليزية)
- كارل أنتوني تاونز على موقع كرة السلة الأوروبية.كوم (الإنجليزية)
- كارل أنتوني تاونز على موقع إي إس بي إن.كوم (الإنجليزية)
- كارل أنتوني تاونز على موقع كلية كرة السلة في سبورتس رفرنس.كوم (الإنجليزية)
- كارل أنتوني تاونز على موقع ريلجم (الإنجليزية)
- كارل أنتوني تاونز على موقع بروبوليرز (الإنجليزية)
- كارل أنتوني تاونز على موقع سبورتس رفرنس (الإنجليزية)